# 9325 Стоунгендж
9325 Стоунгендж (9325 Stonehenge) — астероїд головного поясу, відкритий 3 квітня 1989 року.
Тіссеранів параметр щодо Юпітера — 3,498.
Названо на честь Стоунгендж (англ. Stonehenge, від староанглійського Stan Hengues — «Висячі Камені») — дольмена, що складається з декількох кілець із гігантських (до 8,5 м висотою) каменів. Розташований в Англії.